# Tamoios
 (juin 2016).
Si vous disposez d'ouvrages ou d'articles de référence ou si vous connaissez des sites web de qualité traitant du thème abordé ici, merci de compléter l'article en donnant les références utiles à sa vérifiabilité et en les liant à la section « Notes et références ».
Les Tamoios (ou Tamoyos) sont un peuple (ou un groupement de peuples) indigène aujourd'hui disparu, dont la langue appartenait au groupe linguistique tupi. Ils habitaient au Brésil, sur le côte des états actuels de São Paulo (littoral nord) et Rio de Janeiro (Vale do Paraíba fluminense).

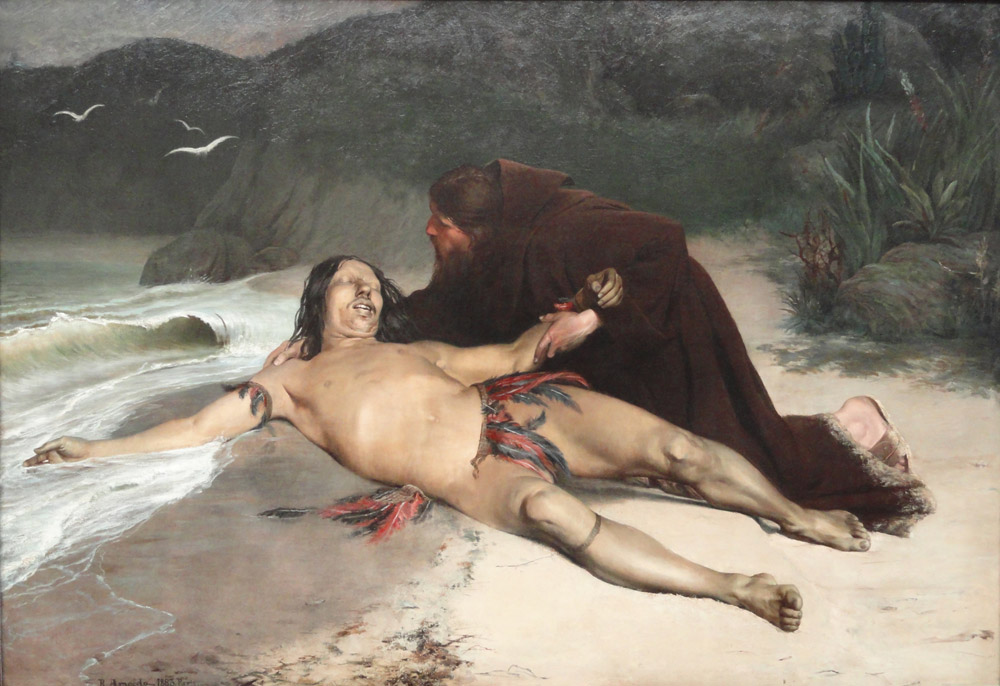
O Último Tamoio (1883), une des œuvres les plus célèbres de Rodolfo Amoedo.

## Histoire
Le terme tamoio vient du tupi tamuia qui signifie « vieux, ancien ». Ce terme s'employait en référence à l'alliance formée, en 1560, par trois caciques tupinambas aguerris et quelques villages d'autres ethnies (Goitacases, Guaianases et Aimorés) avec l'objectif clair de combattre les Portugais (qu'ils appelaient « perós ») et les tribus qui les  appuyaient, dans le sud-est brésilien du XVIe siècle. Les premiers heurts contre les Portugais dataient de 1554.
Cette Fédération des Tamoios fut motivée par les attaques à visée esclavagiste, ainsi que par les tentatives de conversion des portugais et des métis de la région de São Vicente après que João Ramalho et le cacique Tibiriçá se furent ralliés au colonisateur. 
Le chef suprême au sein de la coalition était le cacique tupinamba Cunhambebe. Jusqu'à sa mort, la coalition anti-portugaise fut un succès et reçut même une aide des Français — présents dans la région depuis 1554 — sous forme d'appui logistique et de quelques contingents. Des écrits jésuites rapportent que dans son village situé sur le site de l'actuelle Angra dos Reis, le cacique Cunhambebe tirait à partir d'un petit canon placé sur son épaule. Si ce témoignage est digne de foi, il atteste le pouvoir des Tamoios.
Dans Nus, féroces et Antropophages, le mercenaire Hans Staden qui fut un temps leur prisonnier relate également la force des « anciens », capables d'assiéger à plusieurs reprises Bertioga, ainsi que l'école jésuite de São Paulo de Piratininga (embryon de la mégalopole actuelle).
Cunhambebe mourut de la variole et la direction de la fédération passa à un autre cacique fondateur de la coalition, Aimberê, qui commandait aux guerriers de la Baie de Guanabara, vaincus quand les portugais convainquirent le cacique temiminó Araribóia, de Ilha dos Gatos (l'Île aux Chats), actuelle Ilha do Governador (Île du Gouverneur), à Rio de Janeiro à rejoindre les Perós, en échange des terres où aujourd'hui se trouve la ville de Niterói.
La coalition fut affaiblie par le départ des Guaianases, qui conclurent avec les Jésuites un accord séparé. En 1567, les Perós et les Temiminós détruisirent la France Antarctique, malgré l'aide de la coalition des Tamuias aux Français. Les survivants français et tamoios s'enfuirent à Cabo Frio. Les Français rentrèrent en Europe, mais les Tupinambas poursuivirent leurs attaques contre la ville de São Sebastião.
En 1575, une force expéditionnaire de quatre cents Portugais et de sept cents indigènes convertis de diverses ethnies encerclèrent finalement le fort Cabo Frio par terre et par mer. Les Tupinambás tamoios se rendirent et déposèrent leurs armes, mais quand les assiégeants entrèrent, ils massacrèrent tous les Tamoios désarmés. Fin de la coalition. Les Goitacases poursuivirent la lutte seuls pendant plusieurs années aux alentours de l'actuelle Campos.
Les Portugais n'imposèrent pas facilement leur domination. Pendant des décennies, les Tamoios organisés dans une résistance à l'invasion ibérique, avec à peine 160 canots (mesurant jusqu'à 13 mètres et avec 30 hommes à bord) selon les récits des Jésuites, infligèrent de mémorables défaites aux Portugais.

## Sources & références
1. ↑  [cmi-curitiba] Movimento dos Tamoios e a Insurgência Urbana Indígena no Brasil
2. ↑  Biblioteca Digital de Obras Raras e Especiais
3. ↑  H. Menandro, I. Barcelos et R. Duarte, 2006